# 阿涅塞·杜兰蒂
阿涅塞·杜兰蒂（義大利語：Agnese Duranti，2000年12月18日—），意大利女子体操运动员。她曾代表意大利参加2020年夏季奥林匹克运动会体操比赛，获得艺术体操团体全能铜牌。